# Angela Schamberger
Angela Schamberger (* 1967) ist eine deutsche Übersetzerin und Reiseleiterin.

## Leben
Angela Schamberger absolvierte ein Studium der Skandinavistik, Geografie und Kunstgeschichte an den Universitäten in Tübingen, Kiel und Oslo. Seit 1997 lebt sie in Island, anfangs in Reykjavík, ab 2007 in Ísafjörður. Sie ist tätig in der Erwachsenenbildung, als Reiseleiterin und übersetzt Belletristik und Sachbücher aus dem Isländischen ins Deutsche. 

## Übersetzungen
- Bergsveinn Birgisson: Paarungszeit. Göttingen 2011
- Einar Már Guðmundsson: Vorübergehend nicht erreichbar. München 2011 (übersetzt zusammen mit Wolfgang Butt)
- Guðlaug Jónsdóttir: Der Geschmack der Natur. Akranes 2012
- Gyða Dröfn Tryggvadóttir: Viel Spaß in Island. Reykjavík 2011
- Lilja Sigurðardóttir: Zwölf Schritte. Reinbek bei Hamburg 2011 (übersetzt zusammen mit Ursula Giger)
- Páll Skúlason: Gedanken am Rande der Askja. Reykjavík 2005
- Páll Valsson: Frau Präsident. Berlin 2011
- Sigurgeir Sigurjónsson: Made in Iceland. Reykjavík 2007
- Vésteinn Ólason: Die Isländersagas im Dialog mit der Wikingerzeit. Kiel 2011